# Pablo Maqueda
Pablo Maqueda est un footballeur espagnol né le 18 janvier 1971. Il est attaquant.